# Emiliekilde

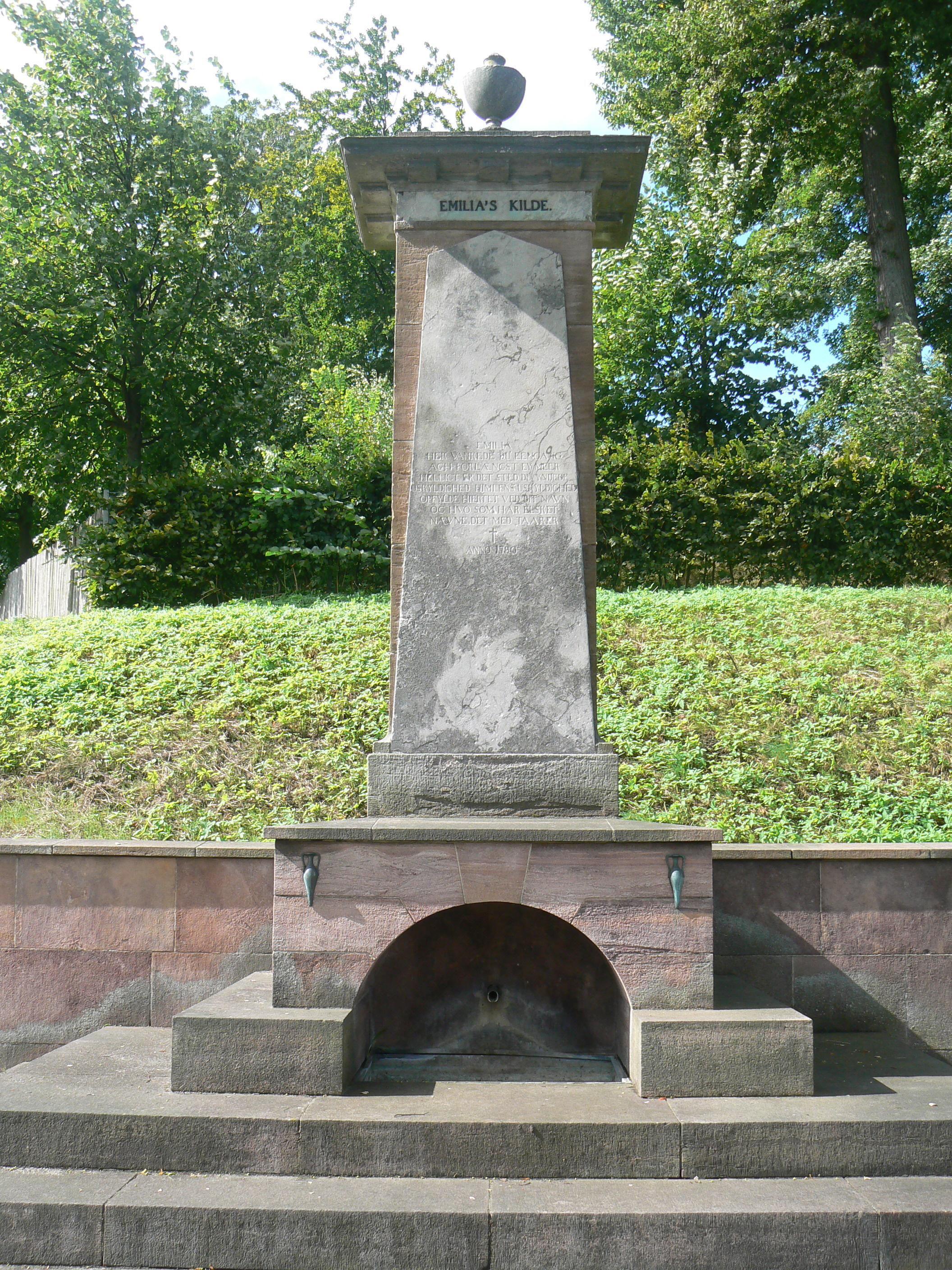
Denkmal Emiliekilde

Die Emiliekilde ist ein Denkmal an der Ecke von Strandvejen und Emiliekildevej im dänischen Klampenborg, Gentofte Kommune. Es wurde von Ernst Heinrich von Schimmelmann 1782 zum Gedenken an seine erste Frau Emilie Caroline errichtet, die kurz zuvor an Tuberkulose gestorben war.

## Geschichte
Graf Ernst Heinrich von Schimmelmann heiratete Emilie Caroline Rantzau im Jahr 1775 in Ahrensburg. Das Paar wohnte im Schimmelmannschen Herrenhaus an der Bredgade in Kopenhagen, verbrachte aber die Sommer in Sølyst auf dem Lande nördlich der Stadt. Am 6. Februar 1780 starb Emilie, gerade 20 Jahre alt, an Tuberkulose. Kurz darauf gab Schimmelmann bei Nicolai Abildgaard ein Denkmal in Auftrag, um seiner verstorbenen Frau zu gedenken. Das Denkmal für seine erste Frau wurde noch im Jahr 1782 in der Nähe von Sølyst aufgestellt. Das Gedicht auf dem Denkmal wurde von Christen Henriksen Pram geschrieben.
1965 wurde das Denkmal von Mogens Koch restauriert. Im Jahr 2016 restaurierte die Gentofte Kommune das Denkmal, damit es nach vielen Jahren des Verfalls und der Verwitterung wieder so aussieht wie bei seiner Errichtung im Jahr 1782.

## Beschreibung
Das Denkmal ist 5,7 m hoch und besteht aus rötlichem Granit. Eine kurze Treppe führt hinauf zum Denkmal, das von einer niedrigen Mauer umgeben ist. Der breitere Sockel hat eine bogenförmige Öffnung mit einer Quelle, die aus einem kleinen Rohr fließt. Gekrönt wird das Denkmal von einer Sandsteinurne. Direkt unter der Urne befindet sich eine weiße Marmorplatte mit dem Namen EMILIA'S KILDE („Emilys Quelle“) in Großbuchstaben. Weiter unten am Denkmal befindet sich eine weitere weiße Marmortafel mit einem kurzen Gedicht in eingemeißelter Schrift.

„Emilie. Her vankede du eengang

agh for længst ey meer

helligt er det sted dy yndede

uskyldighed himlens uskyldighed

opfyldte hiertet ved dit navn

og hvo som elsket

nævne det med taarer

Anno 1780“